# Falco vespertinus

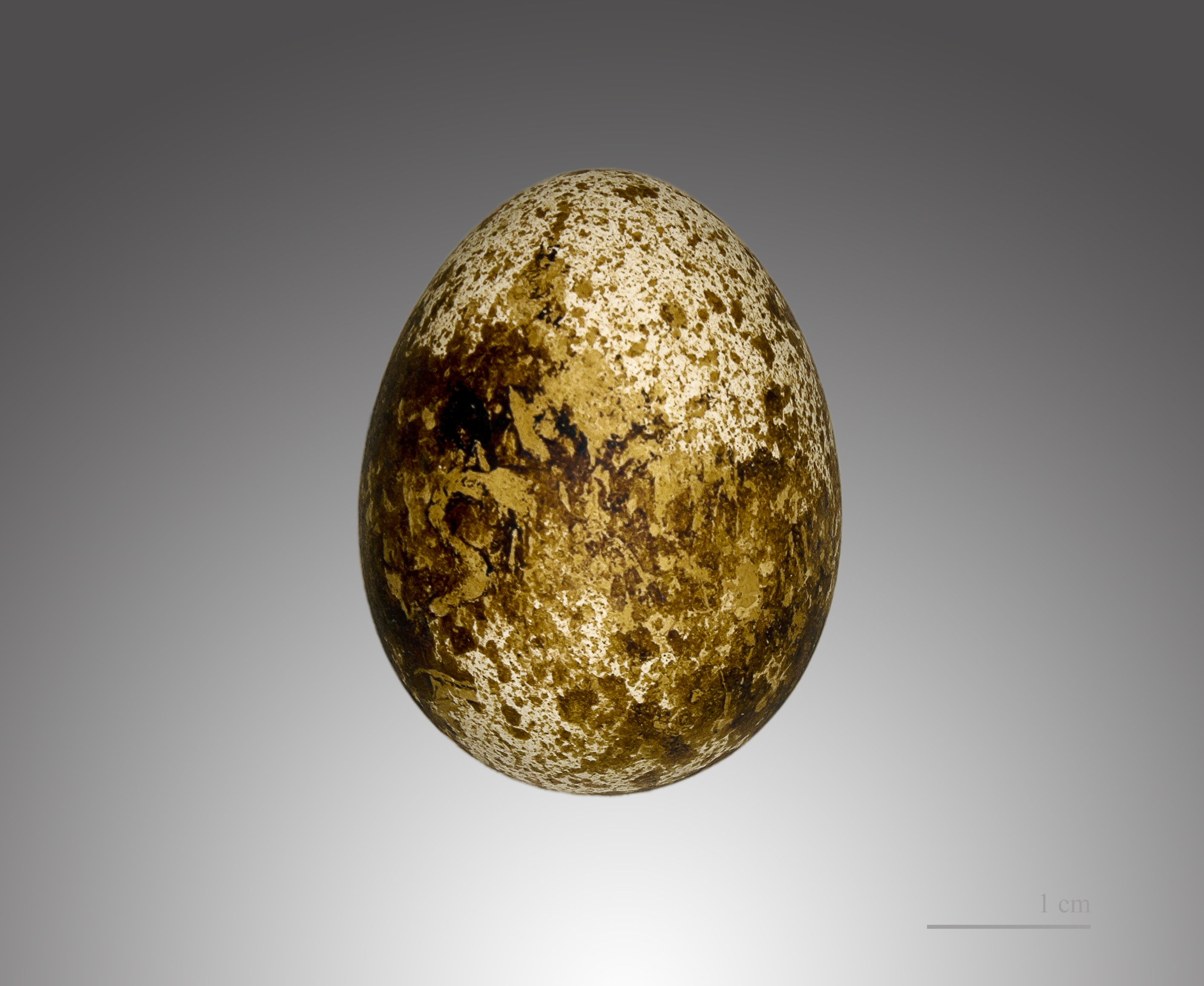
Huevo de Falco vespertinus

El cernícalo patirrojo o cernícalo de patas rojas (Falco vespertinus) es una especie de ave falconiforme de la familia Falconidae propia de Europa oriental, Asia y África. No se conocen subespecies.

## Características
Es una especie de tamaño medio a  : )pequeño, de largas alas. Los machos adultos son gris-azulados, excepto en la parte inferior de la cola y las patas, que son rojas. Las hembras tienen la espalda y las alas de color gris, mientras que la cabeza y la parte ventral son anaranjadas y la cara blanca con bigotes y rayas en los ojos de color negro.
Los jóvenes son pardos salpicados de manchas negras, siendo la coloración de la cara similar a la de las hembras adultas. Los halcones de patas rojas alcanzan una longitud de 28 a 30 cm y una envergadura de 65 a 70 cm.

## Historia natural
El halcón de patas rojas es un ave que anida en colonias, pero no construye nidos, sino que prefiere utilizar los que han sido abandonados por otras aves, generalmente cuervos. En su interior ponen entre 2 y 4 huevos.

## Alimentación

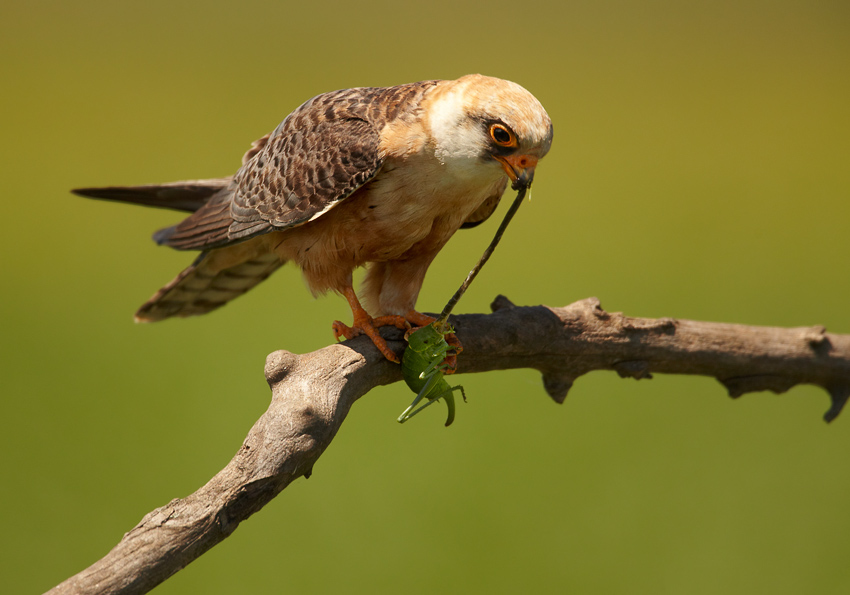
Hembra de Falco vespertinus

Es un ave diurna que habita en campo abierto, con pocos árboles y a menudo cerca del agua. Patrullan los cielos regularmente, lanzándose a gran velocidad sobre cualquier presa que localicen. Se perchan para observar en postes o cables hasta que se deciden a atacar grandes insectos y en menor medida pequeños mamíferos y pájaros. Sin embargo, a veces llega incluso a cazar en el aire, especialmente cuando realiza picados sobre libélulas y abejas, a las que agarra con las patas para después comérselas en pleno vuelo.

## Migración
Se distribuye por Europa oriental y Asia, emigrando en otoño para pasar el invierno en África: Angola, Namibia, Zimbabue y Botsuana principalmente. También puede verse de paso en Europa occidental mientras emigra (en la península ibérica es raro), y se conoce el caso de al menos un halcón de patas rojas que, confundido durante el viaje, arribó por error a Norteamérica en 2004.
En primavera y verano puede haber esporádicas dispersiones hacia el oeste de su área de distribución, sobre todo en el caso de los individuos más inmaduros, que buscan territorios al oeste de Gran Bretaña.

## Reproducción
Es poco propenso a fabricar sus propios nidos, por lo que a menudo se agencia los de otras especies, teniendo preferencia por los de las grajillas. En ocasiones forman colonias, aunque cada vez menos (antes se llegaban a ver colonias de 500 parejas, mientras que ahora una con 50 ya se considera de gran tamaño). Pone desde 3 hasta 6 huevos, aunque esto último es excepcional, que tanto el padre como la madre se encargan de incubar durante casi un mes.